# Mercedes-Benz W140
Mercedes-Benz W140 — це Mercedes-Benz S-Класу, який прийшов на зміну Mercedes-Benz W126 у 1991 році. Автомобіль виготовлявся як седан (Mercedes-Benz W140), подовжений седан (Mercedes-Benz V140), а також у кузові купе (Mercedes-Benz C140).

## Історія

### Історія створення

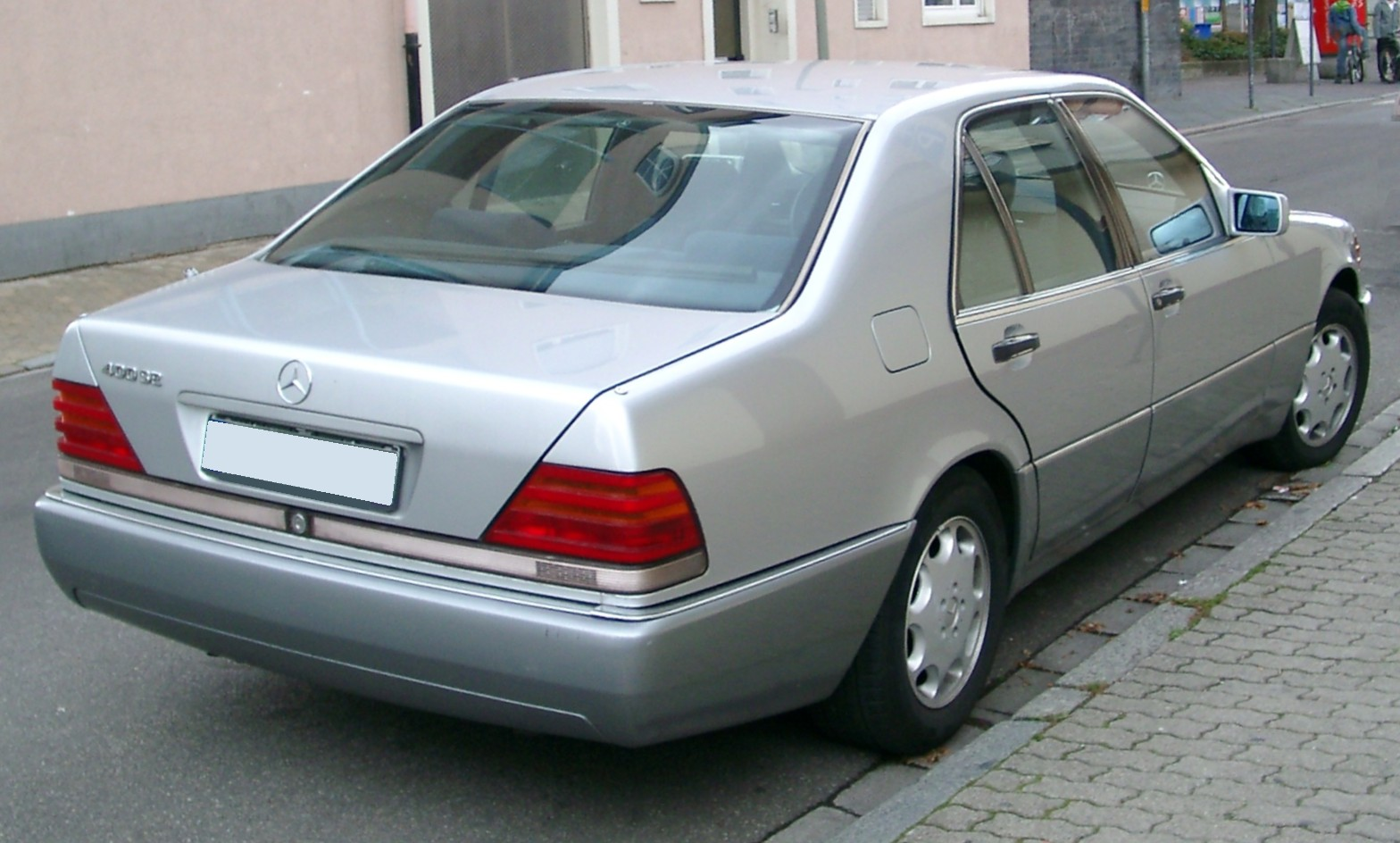
Mercedes SE 400 (1991—1994)

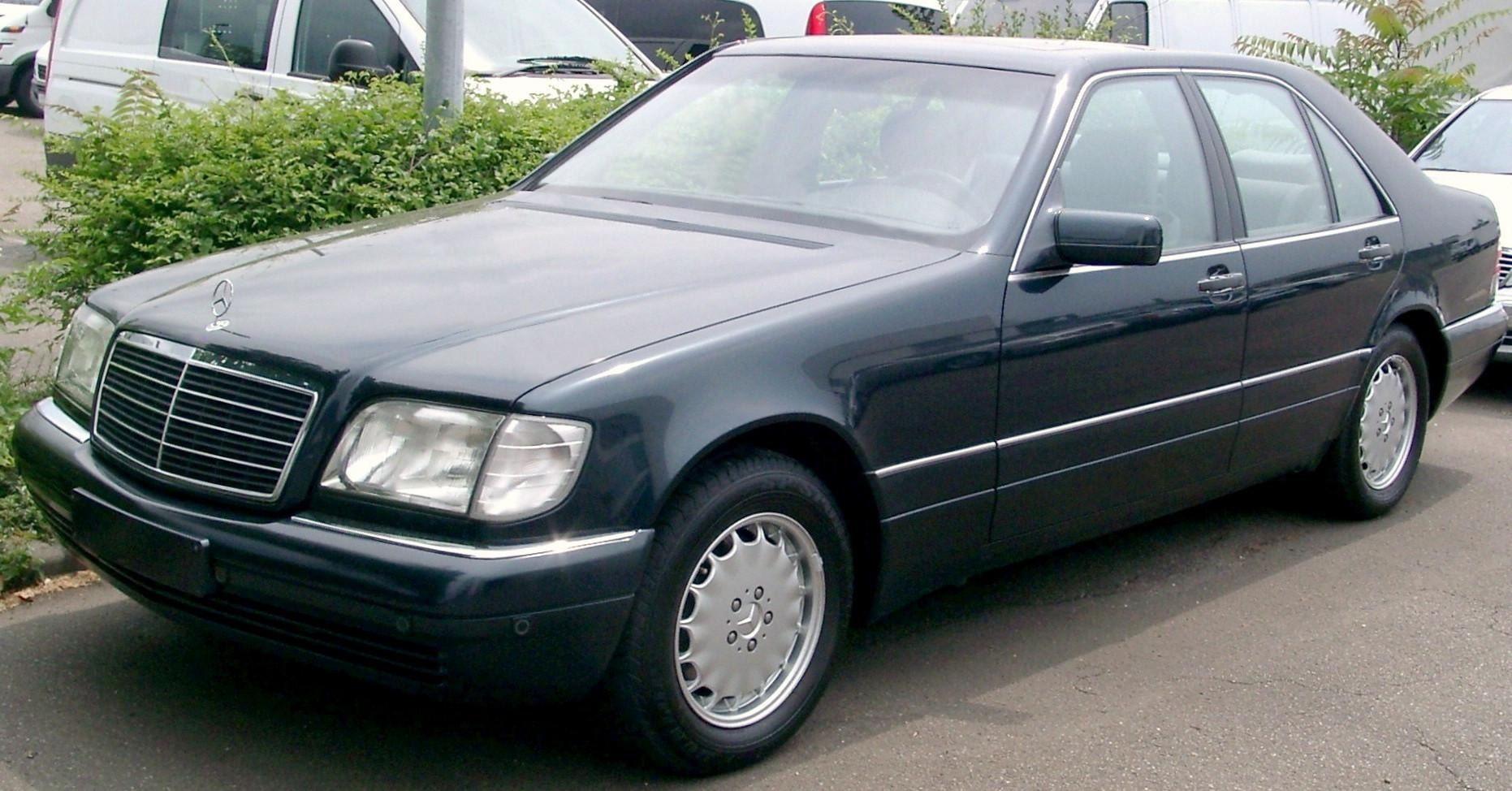
Mercedes S 320 (1994—1998)

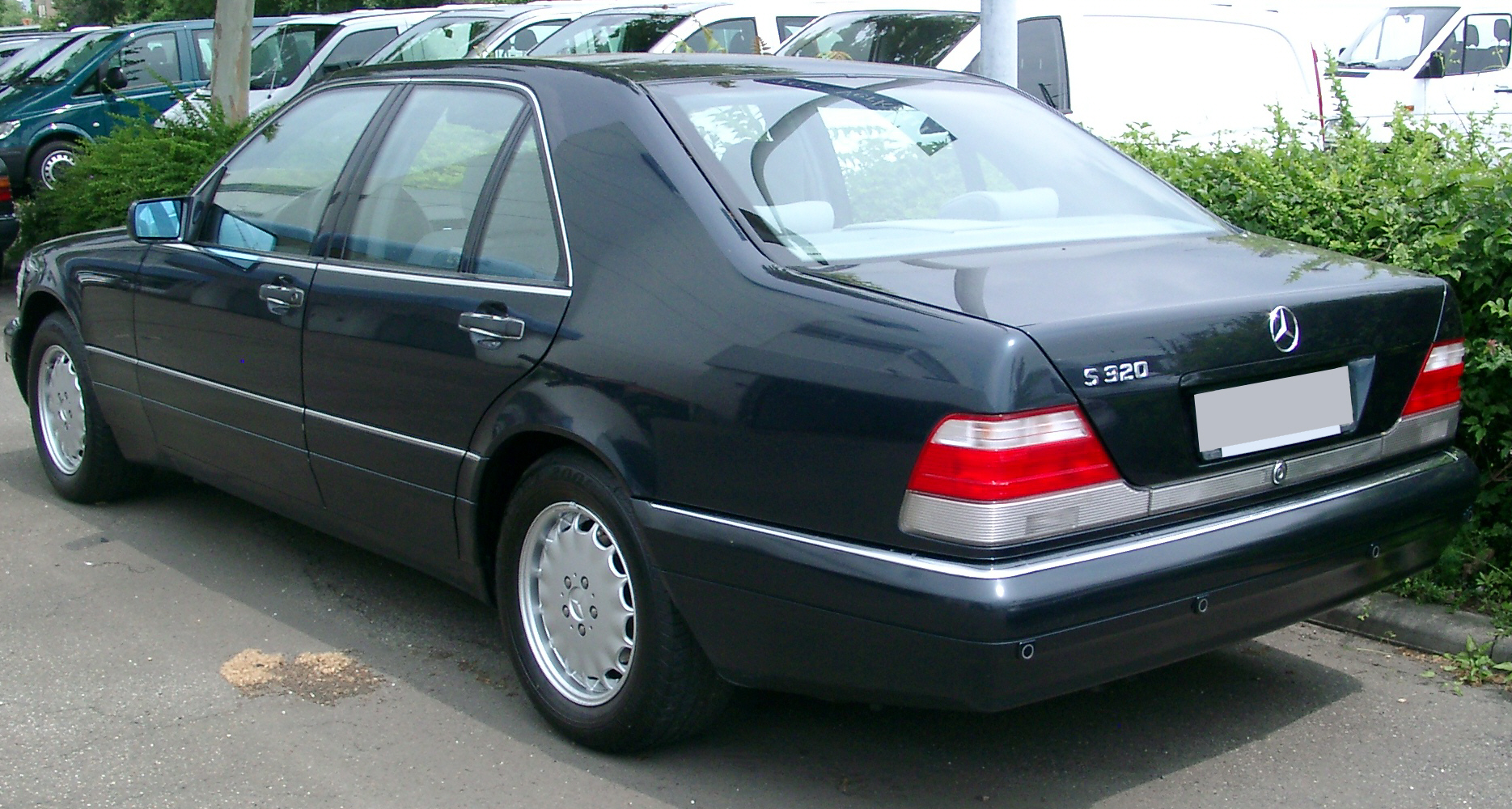
Mercedes S 320 (1994—1998)

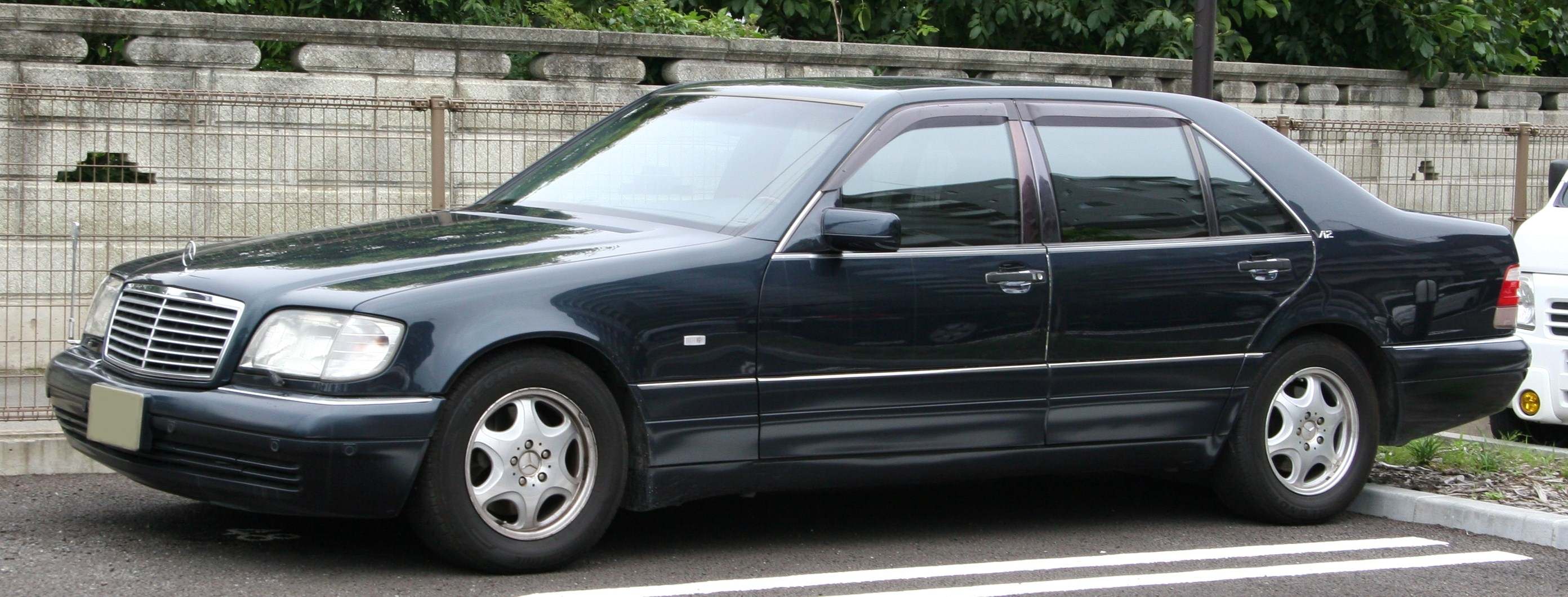
Mercedes S 600 L

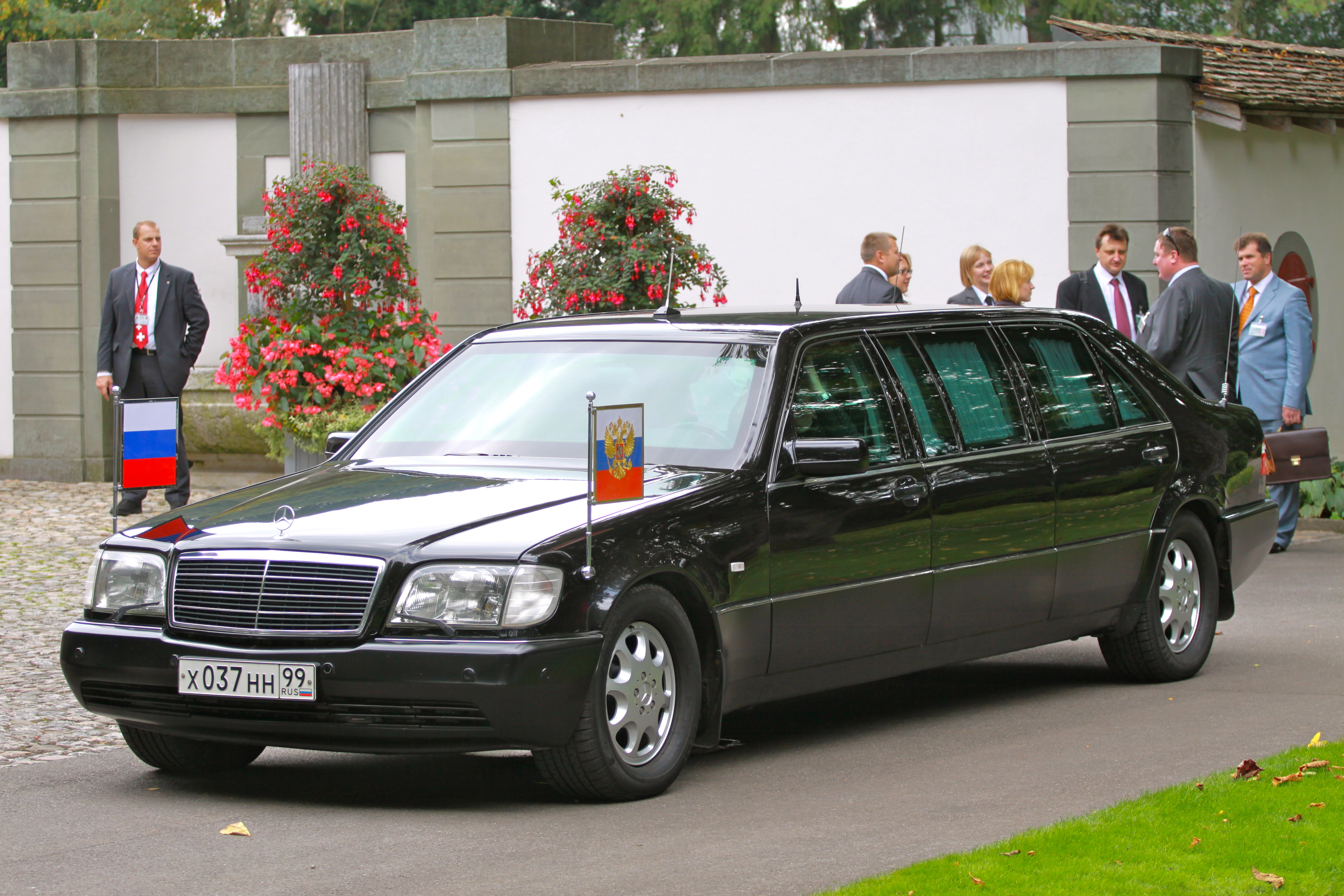
Mercedes S 600 Pullman

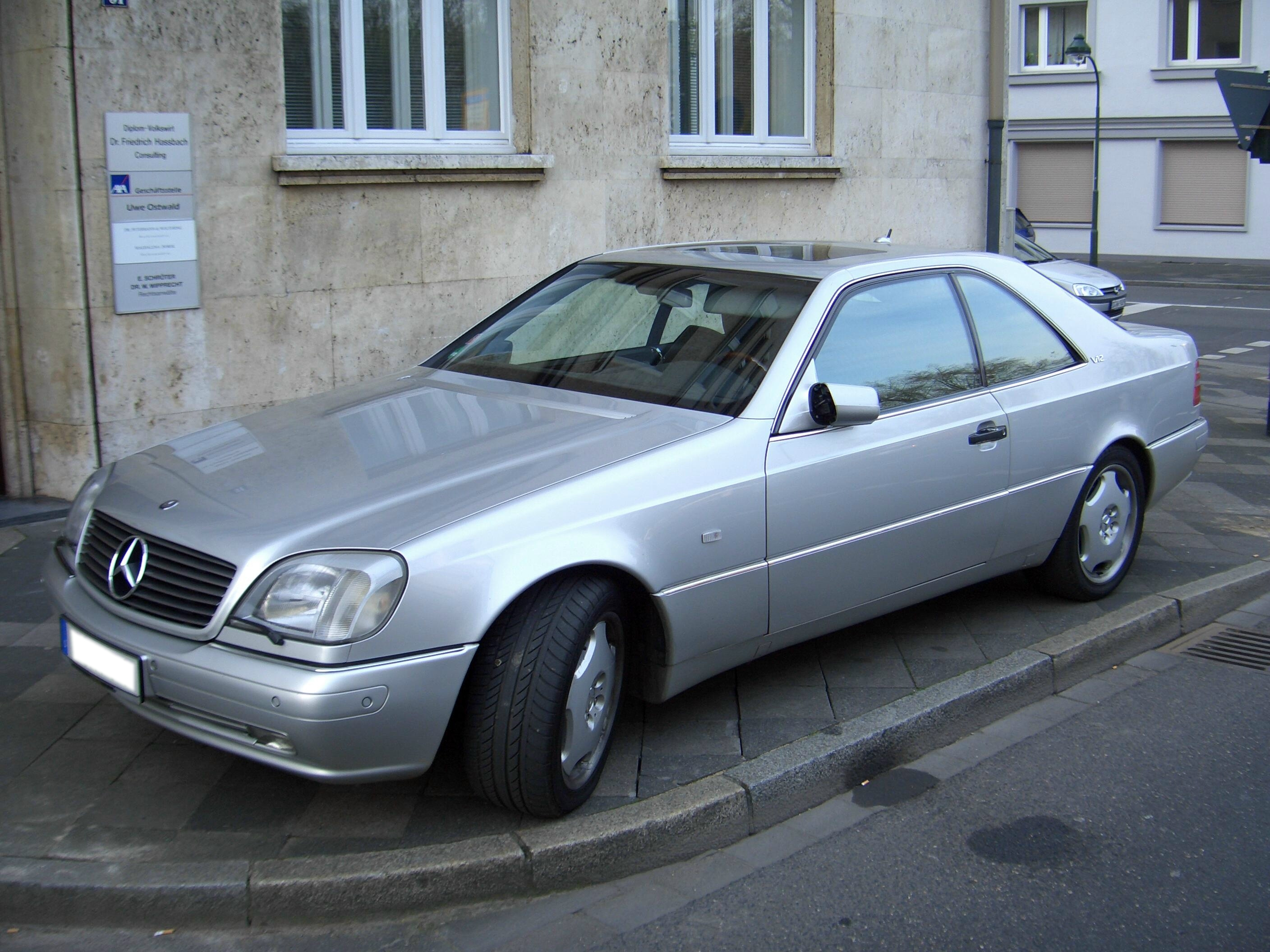
Mercedes CL 600 (1991—1998)

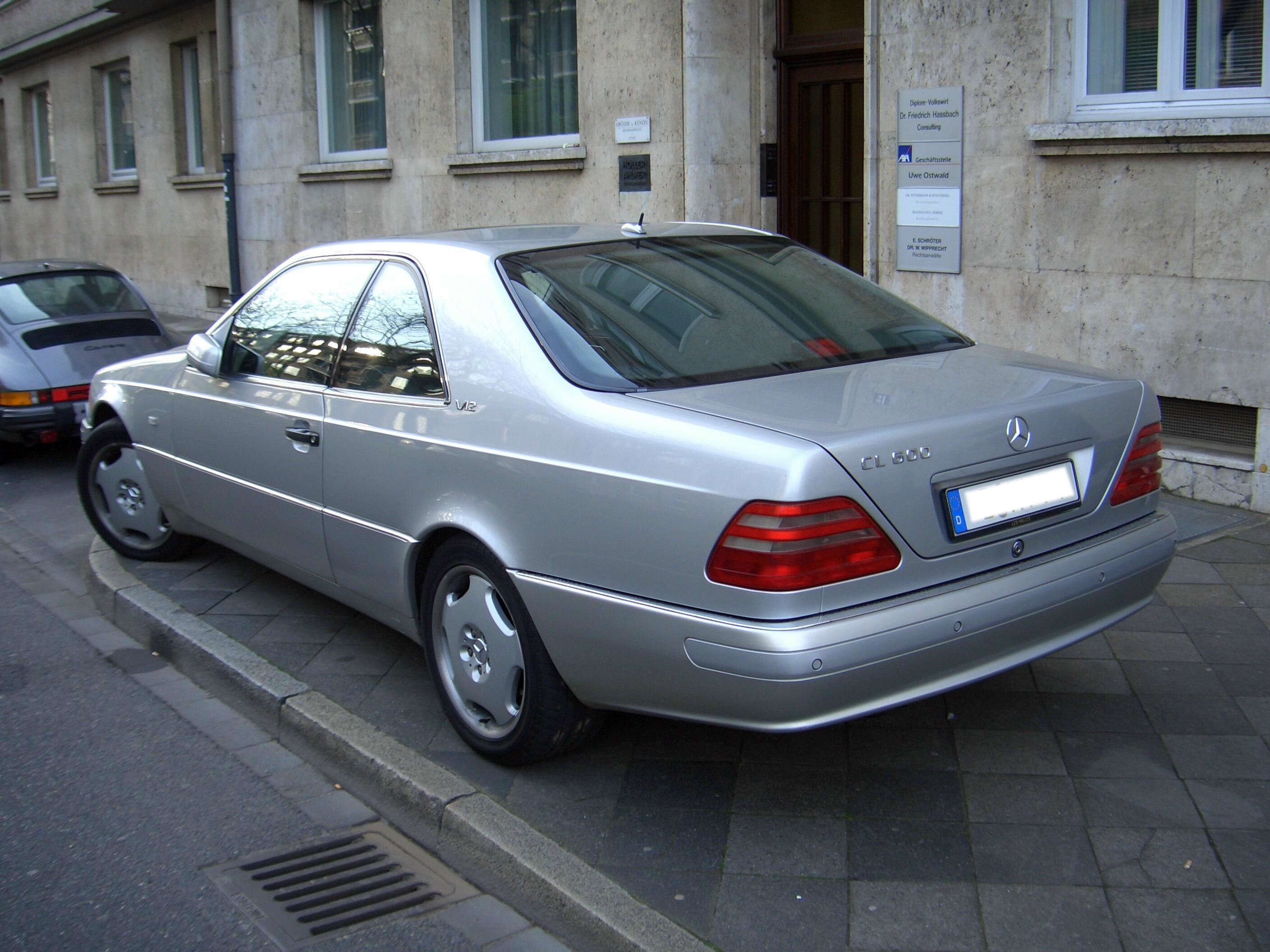
Mercedes CL 600 (1991—1998)

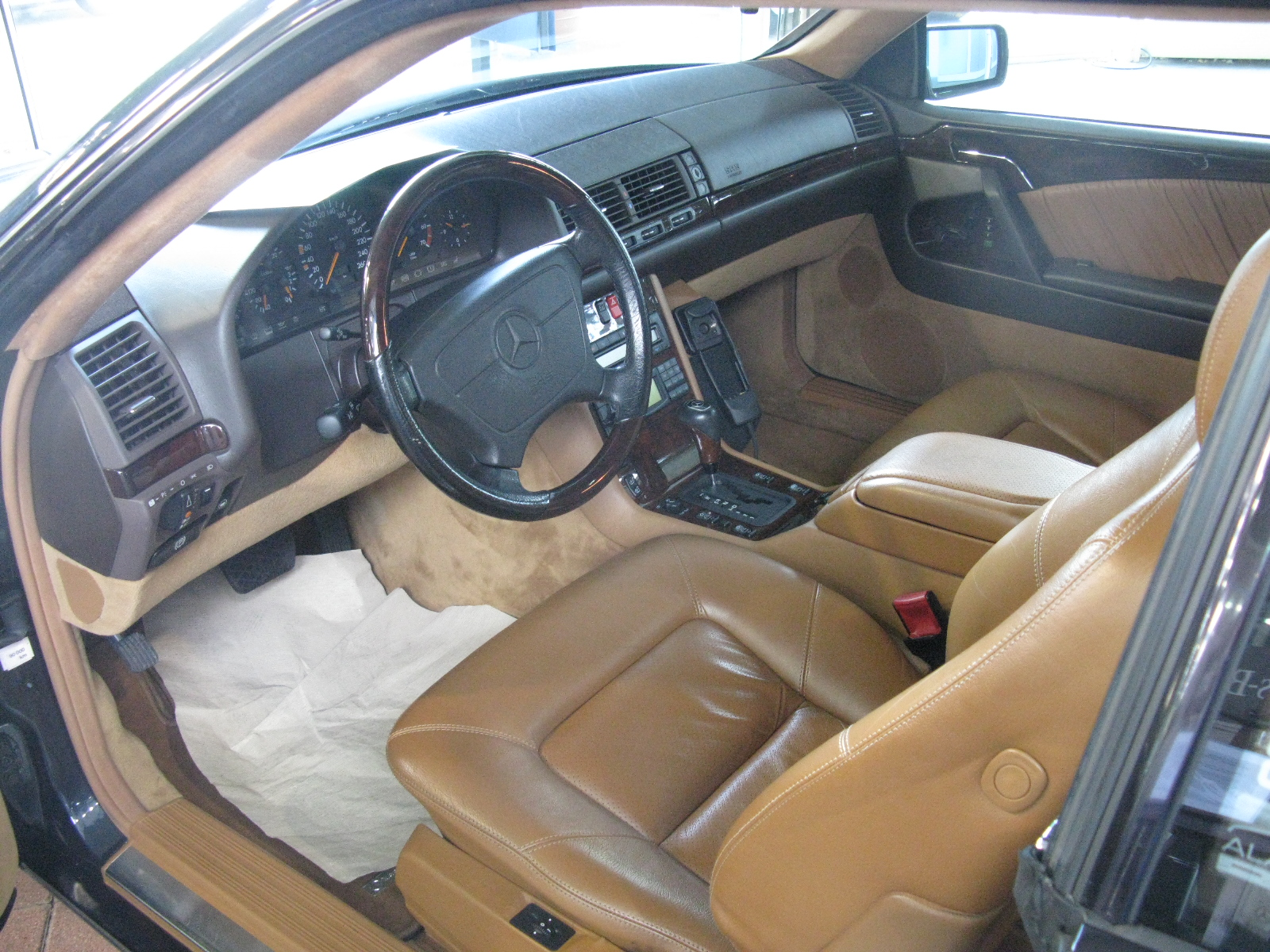

З перших років після початку виробництва автомобілів серії W126, інженери Мерседес-Бенц приступили до опрацювання нового автомобіля S-класу. На чільне місце було поставлено максимальний комфорт і безпеку пасажирів.
Для досягнення цих цілей були запропоновані всі найбільш передові рішення.
У всіх дверцятах передбачалося подвійне скління — справжній склопакет. Таким чином, вирішувалося питання зниження шуму, а також позбувалися від запотівання скла.
Самі двері повинні мати спеціальний привід для плавного і беззвучного їх захлопування.
Був запропонований новий більш комфортний тип крісел з надувними багатоконтурними спинками і сидіннями. Неодмінним атрибутом комфорту було електричне регулювання положення крісел у різних напрямках. Нове покоління системи клімат-контролю і вугільний фільтр зовнішнього повітря забезпечували хороший мікроклімат в салоні.
Багатоважільна підвіска з адаптивною системою регулювання рівня дорожнього просвіту дозволяла зменшувати крен кузова при швидкісному проходженні поворотів.
Активній і пасивній безпеці було приділено максимум уваги. Система АБС була поліпшена, для однаково впевненого маневрування і в обмеженому просторі міста, і на швидкісних трасах був розроблений новий параметричний гідропідсилювач керма. Два великих склоочисники (один з вистрибуючим механізмом) очищали 90 % поверхні вітрового скла. Були встановлені нові паски безпеки, що мають параметричне натягування, що дозволяло пасажирам практично не помічати їх.
Однак,найзначимішим нововведенням було застосування нової системи електроніки. Раніше на автомобілях Мерседес електроніка була представлена в самих мінімально необхідних кількостях, здебільше через недостатню надійність та чутливість до різких перепадів температур. У серії W140 (а саме такий код було присвоєно новій серії) була застосована нова системна мережа даних CAN (Controller Area Network). Вона дозволила об'єднати в одне ціле управління практично всіма найважливішими системами: запалюванням, регулюванням упорскування, електронною педаллю газу, антипробуксовочною системою. А також реалізовувати безліч додаткових функцій. Вся система управління була розташована в салоні для запобігання впливу несприятливих факторів. Автоматична коробка перемикання передач також отримала «мозок». Єдиний бортовий комп'ютер постійно відстежував працездатність різних вузлів і у разі збоїв або відмов підсистем коригував роботу всієї системи для продовження оптимального функціонування автомобіля (при цьому на табло висвічувалася наявність виниклої несправності). Система комп'ютерної діагностики в сервіс-центрах, що підключається до бортового комп'ютера, повинна була допомогти об'єктивно виявити несправності, не покладаючись більше на суб'єктивні описи проблем водіями.
Справедливо вважаючи, що у світі будуть і далі посилюватися норми забруднення навколишнього середовища, для W140 були підготовлені нові двигуни, побудовані з урахуванням останніх екологічних вимог. Вершиною модельного ряду нової серії повинен був стати новий шестилітровий V-подібний 12-ти циліндровий двигун — пряма відповідь появі у БМВ, в 1987 році аналогічного п'ятилітрового на моделі 750iL (E32). Новий двигун з легких сплавів мав 4 клапани на циліндр, регульовані розподільчі вали, інжектор LH-Jetronic з двома блоками впорскування та двома комутаторами і котушками запалювання (для кожного ряду циліндрів). Двигун був також включений в шину даних CAN.
У квітні 1985 року дизайн-бюро під керівництвом Бруно Сакко стало компонувати всі ці технічні новинки і досягнення в прототипи кузова. Всього було запропоновано близько 12 моделей різних стильових напрямів. У 1986 році був обраний остаточний варіант, а в наступному році перші прототипи вже почали проходити дорожні випробування. За п'ять років випробувань вони пройшли в цілому близько 5 мільйонів кілометрів практично у всіх частинах світу.
У 1988 році більшість слабких місць і несправностей було вже виявлено, і автомобіль був готовий до серійного виробництва. Однак, у ході швидкісних випробувань на Нюрнбургрінгу з'ясувалося, що обрані гальма виявилися занадто слабкими для важкої машини. Для додання більшої стійкості і керованості довелося також збільшити і розмірність шин до 235/60 ZR 16. Знову вводяться зміни жаданих таких значних переробок колісних арок і кузова в цілому, що відсунули передачу нової моделі в серію на цілий рік.
Таким чином, тільки до 1991 Мерседес-Бенц був готовий представити офіційно нову серію W140. Презентація відбулася не на міжнародному автосалоні, як зазвичай, а в шикарному готелі на узбережжі Женевського озера в Швейцарії. Тут були представлені всі основні моделі: 300SE/SEL, 400SE/SEL, 500SE/SEL і, звичайно ж, 600SE/SEL. Для північноамериканського ринку пропонувався дизельний варіант 300SD (насправді двигун мав об'єм 3,5 л, втім, як і бензинові моделі мали двигуни об'ємом 3,2 і 4,2 л).
Машина викликала масу емоцій, на жаль, здебільшого негативних. Автомобіль за його габарити і зовнішність порівнювали з динозавром (у Росії свого часу його називали «кабан» і «валіза»), відзначали незадовільний задній огляд і погане заскління взагалі. Вартість автомобіля (практично від 100 до 200 тисяч німецьких марок) була практично в півтора раза вище вартості моделей попередньої серії W126, що також не було стимулом до покупки (однак, треба відзначити, що в стандартній комплектації будь-яка модель мала набагато більше опцій, ніж аналогічна у W126).
Подальша експлуатація лише підтвердила загальний скепсис — машина виявилася занадто велика для європейських міст із їх досить вузькими вулицями, мостами і тунелями. Проте вона припала до душі на Близькому Сході, в Азії та Росії. Взагалі, поява W140 збіглася з початком економічних реформ у Росії, і новий Мерседес став символом епохи первинного накопичення капіталу і неодмінним атрибутом «нових росіян» поряд з малиновими піджаками і важкими золотими ланцюгами (втім, образ цей швидше збірний і анекдотичний).
Перший рік експлуатації виявив і ряд серйозних технічних недоліків. Численні відмови електрики та електроніки, брязкіт дверей, дефекти клапанного механізму двигуна, поломки автоматичної коробки передач, постійний скрип і підвищене зношування гальмівних дисків і колодок та інші дефекти призвели до того, що почався відтік покупців до конкурентів. Весь 1991 та початок 1992 року пішло на доопрацювання моделей, а також на усунення дефектів на вже проданих автомобілях. І вже з кінця 1992 року попит на автомобіль знову став підніматися.
Високі технічні показники, чудові динамічні характеристики і небувалий рівень комфорту і безпеки пасажирів дозволили серії W140 залишатися на вершині Олімпу автомобільного практично до появи його чудового наступника серії W220 в 1998 році.

### Історія випуску
Вперше нова серія W140 була представлена в березні 1991 року,в одному з готелів на березі Женевського озера, де були показані 300SE/SEL, 400SE/SEL, 500SE/SEL і флагман серії дванадцяти циліндровий 600SE/SEL. Реально ж виробництво почалося з жовтня 1989, коли були випущені прототипи (вони мали спільні серійні номери). У 1990 році були випущені пілотна і попередня серії, а серійне виробництво розгорнулося з перших чисел січня 1991 року.
Під час другої половини 1991 і першої половини 1992 модель постійно допрацьовувалась. Зокрема, усуваються такі дефекти, як неякісні ущільнювачі дверей і дефектні дверні направляючі, помилки електроніки управління антипробуксовочною системою. Гальмівна система всіх моделей була уніфікована, на всі моделі стали встановлювати однаковий типорозмір шин.
Паркувальні штирі, які автоматично виїжджають із задніх крил при включенні заднього ходу і допомагають орієнтації водія при маневрах заднім ходом, були збільшені з 6,5 до 8,5 см. Передбачалося, що так вони помітніші водію за задніми підголівниками. Проте практика показала, що цей захід не особливо допоміг, і в 1995 році вона була замінена на електронну систему «Парктронік» (PTS) з ультразвуковими датчиками, встановленими в бамперах (ця система пропонувалася як додаткова опція).
У вересні 1992 року були представлені купе 500SEC і 600SEC. Відмінною особливістю цих розкішних моделей стало включення в стандартний комплект більшості опцій, пропонованих для седанів лише додатково.
У 1992 році відбулася і перша модернізація двигунів. Двигуни об'ємом 4,2 і 5 л втратили по 7 к.с., а шестилітровий двигун — 14 к.с. Це практично не позначилося на динамічних характеристиках автомобілів, проте призвело до підвищення надійності двигунів і зниження витрати палива.
До кінця року з'явилася нова модель 300SE 2.8 з двигуном робочим об'ємом 2,8 літра. Це була дешева версія тільки з короткою базою, призначена, в основному, для роботи як прокатних і готельних автомобілів. Автомобіль мав явно слабкий для цього кузова двигун і служив швидше для додання солідності і важливості пасажирам (тим паче, що шильдика на такому автомобілі як правило не було).
Дизельна модель 300SD тепер пропонується і в Європі і також лише в короткобазовому варіанті. Призначалася вона для роботи як таксі.
У 1993 році відбувається важлива подія — Мерседес-Бенц переходить на нову систему ідентифікації своїх моделей. Усі моделі тепер розбиваються на класи (від A до V). Найвищий клас, до якого належить серія W140, позначається літерою S. За новими правилами всі моделі перейменовуються (з 300SE 2.8 в S280; з 300SE/SEL в S320 і S320L; з 400SE/SEL в S420 і S420L; з 500SE/SEL в S500 і S500L; з 600SE/SEL в S600 і S600L). Літера L незабаром зовсім скасовується. Купе замість літер SEC отримують на короткий час літеру С (S600C), а з 1996 абсолютно нові знаки CL (CL600). Дизельна модель тепер позначається як S350 TURBODIESEL.
Довжина кузова збільшується на цілий сантиметр. Встановлюються нові увігнуті зовнішні дзеркала заднього виду, що поліпшують оглядовість.
На моделі S320 змінюється електронне управління двигуном. Це дозволяє одержати більш високий крутний момент на низьких обертах, що сприяє зниженню витрати палива.
У 1994 відбувається перша зміна зовнішності W140, яке повинно було додати автомобілю більше легкості й добірності. Бампера були заокруглені, уздовж молдингів пройшли смуга з хромованою накладкою. Змінилася форма зовнішніх дзеркал. Нижні кути кришки багажника були заокруглені. Змінилася світлотехніка: задні ліхтарі стали вужчими, передні покажчики поворотів поміняли колір з помаранчевого на білий. Крім того, тепер при включенні дальнього світла одночасно включається і ближнє, щоб більш рівномірно освітлювати дорогу. Нова решітка радіатора тепер має не три горизонтальних хромованих ламелі, а шість. Радіоантена забирається із заднього крила і переміщується в задній бампер (УКХ) і в заднє скло (СХ, ДХ).
У всіх моделей механічний одометр змінився електронним.
Модель S600 серійно оснащується рульовим колесом з шкіряними і дерев'яними вставками та двоколірними шкіряними сидіннями. Передній підлокітник стає ширше, дерев'яних вставок в інтер'єрі стає більше.
У 1995 році відбувається подальше розширення опцій. Як вже згадувалося, механічні штирі в задніх крилах замінюються системою PTS, причому для S600 штатно. З'являється нова система клімат-контролю, для всіх моделей система круїз-контролю «темпомат» стає штатною. Система управління дверними замками оснащується дистанційним управлінням. Молодші моделі (S280, S320 і дизельний S350) оснащуються серійно системою ETS (електронне управління тяговим зусиллям), а старші — ASR (антипробуксовочна система) з можливістю відключення обох. З'являється нова п'ятиступінчаста автоматична коробка передач з адаптивним комп'ютерним керуванням.
У вересні 1995 року на традиційній виставці у Франкфурті була представлена нова модель. S600 L Pullman з'явився продовжувачем лінії Pullman — найбільш дорогої і престижної моделі. Останнім представником цієї лінії був автомобіль 600 Pullman серії W100, яка випускалася з 1964 по 1981 роки. Лінія Pullman позиціонувалася фірмою, як спеціальний автомобіль для глав держав. За рахунок спеціальної вставки між дверима, новий Pullman був подовжений на один метр в порівнянні з довгобазовим лімузином. Пасажирський салон був традиційно відокремлений перегородкою, а крісла розташовані vis-a-vis (один напроти одного). Хоча для моделі був передбачений спеціальний захист і бронювання, перші автомобілі, що з'явилися в серпні 1996 року, пропонувалися без таких (до речі, пропонувався і S500L Pullman).
У 1996 році відбулося друга зміна зовнішності W140. З'явився додатковий ліхтар стоп-сигналів, а задні покажчики повороту стали білого кольору. В обробці стали застосовуватися нові сорти дерева. З'явилися бічні подушки безпеки, система навігації GPS, система контролю руху ESP, датчик дощу.Фарбувалися молдінги, змінився вид колісних дисків.
Основними подіями року стали установка нової системи упорскування HFM і випуск моделі S300 TURBODIESEL. Нова система упорскування дозволяла точніше управляти різними режимами роботи двигуна і заощаджувати до 7,5 % бензину. Новий дизельний двигун з чотирма клапанами на циліндр мав менший робочий об'єм, але більшу потужність. До того ж у нього зменшився рівень шумів і викиду шкідливих речовин.
Далі моделі практично не змінювалися, тільки в 1997 році на автосалоні в Женеві були представлені S500 і S600 в ексклюзивному виконанні. Виконані в чорно-червоній гаммі, з шикарним шкіряним салоном у тих же кольорах, автомобілі були оснащені практично всіма доступними опціями: GPS, ESP, PTS, ксеноновими фарами.
У вересні 1998 року на зміну серії W140 прийшов новий W220. Випуск першого поступово припинявся, проте броньовані варіанти і Pullman продовжували випускатися до 1999 року, поки їх також не змінили аналогічні варіанти нової серії. Купе випускалися до весни 1999 року, допоки їх  не змінили купе нової серії 215 (за новою системою ідентифікації купе стали випускатися окремою серією).

## Двигуни

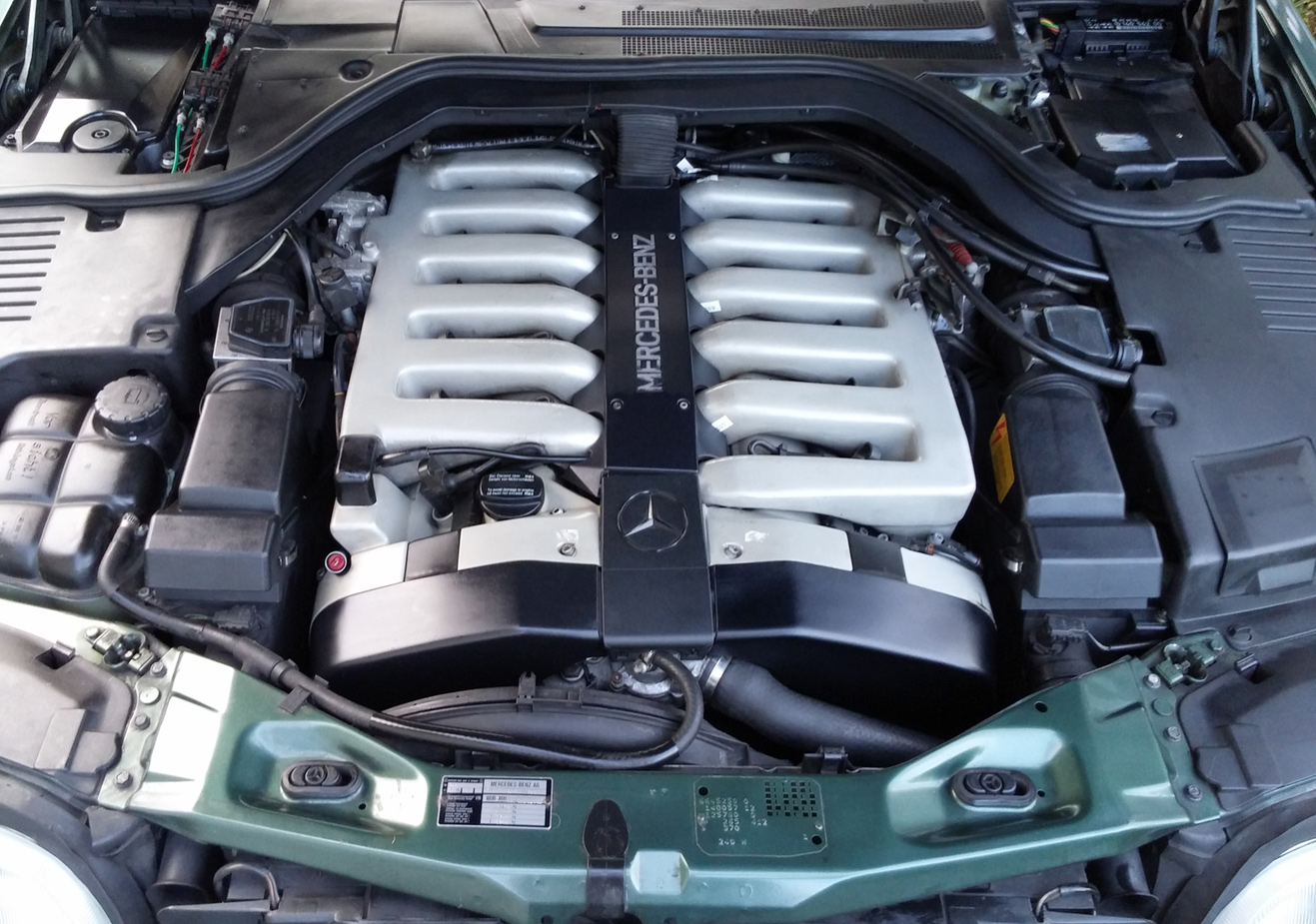
Двигун Mercedes-Benz M120 E60 V12

| Модель            | Об'єм     | Двигун      | Циліндри  | Потужність         | Крутний момент | Роки випуску |
| Бензинові         | Бензинові | Бензинові   | Бензинові | Бензинові          | Бензинові      | Бензинові    |
| ----------------- | --------- | ----------- | --------- | ------------------ | -------------- | ------------ |
| 300 SE 2.8        | 2799 см³  | M 104 E 28  | R6        | 145 кВт (197 к.с.) | 270 Нм         | 1992–1993    |
| S 280             | 2799 см³  | M 104 E 28  | R6        | 142 кВт (193 к.с.) | 270 Нм         | 1993–1998    |
| 300 SE            | 3199 см³  | M 104 E 32  | R6        | 170 кВт (231 к.с.) | 310 Нм         | 1991–1993    |
| S 320             | 3199 см³  | M 104 E 32  | R6        | 170 кВт (231 к.с.) | 310 Нм         | 1993–1998    |
| 400 SE            | 4196 см³  | M 119 E 42  | V8        | 210 кВт (286 к.с.) | 410 Нм         | 1991–1993    |
| S 420             | 4196 см³  | M 119 E 42  | V8        | 205 кВт (279 к.с.) | 400 Нм         | 1993–1998    |
| 500 SE            | 4973 см³  | M 119 E 50  | V8        | 240 кВт (326 к.с.) | 480 Нм         | 1991–1993    |
| S 500             | 4973 см³  | M 119 E 50  | V8        | 235 кВт (320 к.с.) | 470 Нм         | 1993–1998    |
| 600 SE            | 5987 см³  | M 120 E 60  | V12       | 300 кВт (408 к.с.) | 580 Нм         | 1991–1993    |
| S 600             | 5987 см³  | M 120 E 60  | V12       | 290 кВт (394 к.с.) | 570 Нм         | 1993–1998    |
| Дизельні          |           |             |           |                    |                |              |
| 300 SD Turbo      | 3449 см³  | OM 603 D 35 | R6        | 110 кВт (150 к.с.) | 310 Нм         | 1992–1993    |
| S 350 Turbodiesel | 3449 см³  | OM 603 D 35 | R6        | 110 кВт (150 к.с.) | 310 Нм         | 1993–1997    |
| S 300 Turbodiesel | 2996 см³  | OM 606 D 30 | R6        | 130 кВт (177 к.с.) | 330 Нм         | 1996–1999    |